# Marianne Christiansen
Marianne Christiansen (født 18. juni 1963 i Haslev) er en dansk sognepræst, der er nuværende biskop over Haderslev Stift. Hun blev indsat ved en bispevielse i Haderslev Domkirke 12. maj 2013.

## Kirkelig karriere
Marianne Christiansen er datter af biskop Henrik Christiansen og søster til Helle Christiansen, chef for Kirkens Korshær i Danmark.
Marianne Christiansen blev cand.phil. i musikvidenskab i 1989 og cand.theol. i 1992; begge grader fra Aarhus Universitet. Sammen med tidligere folketingsmedlem for Radikale Venstre Henrik Svane var hun fra 1986 til 1991 forstander på Musik og Teaterhøjskolen i Toftlund, og fra 1993 sognepræst ved Skørping-Fræer Pastorat. Hun blev i 1996 underviser ved Pastoralseminariet i Aarhus i salmekundskab og gudstjenestelære, men vendte allerede i 1997 tilbage til præstegerningen som provst i Hadsund Provsti. Fra 2004 til 2005 var Marianne Christiansen lektor ved Præsteuddannelsen med særligt fokus på efteruddannelse. I perioden 2005 til 2011 var hun sognepræst ved Thisted Sogn, og fra 2011 til 2013 ved Løgumkloster Sogn.
Marianne Christiansen er medforfatter til flere bøger om liturgi og hymnologi, ligesom hun har omfattende foredragsvirksomhed. Fra 2004 til 2007 var hun desuden formand for Folkekirkens Mission, og siden 2007 har hun været formand for Folkekirkens Ungdomskor.
Marianne Christiansen blev valgt til biskop med 691 stemmer mod Peter Hedegaards 460 stemmer. Marianne Christiansen er Danmarks fjerde kvindelige biskop. Hun har seks børn.